# غار سرآسیابان
غار سرآسیابان مربوط به دوره ساسانیان است و در شهرستان دالاهو، بخش مرکزی، دهستان بان زرده، ۷۵۰ متری شمال شرقی روستای شالان واقع شده و این اثر در تاریخ ۲۷ اسفند ۱۳۸۶ با شمارهٔ ثبت ۲۲۴۱۴ به‌عنوان یکی از آثار ملی ایران به ثبت رسیده است.